# 切斯特教區
聖公會切斯特教區（英語：Diocese of Chester）是英格蘭教會約克教省下面的一個教區。
轄區包括1974年以前柴郡的範圍，座堂是切斯特座堂。現任主教為彼得·福斯特。下分兩個副主教區、兩個會吏長區及會吏區若干，管理275個堂區。

## 教區歷史
天主教會在1075年第一次在切斯特設立教區，但教座旋即轉往考文垂。1541年教區正式成立，包括柴郡、蘭開夏郡以及約克教區的里奇蒙會吏長區。1836年以後，柴郡以外的地區紛紛建立了新的教區。